# دانشگاه الجزیره

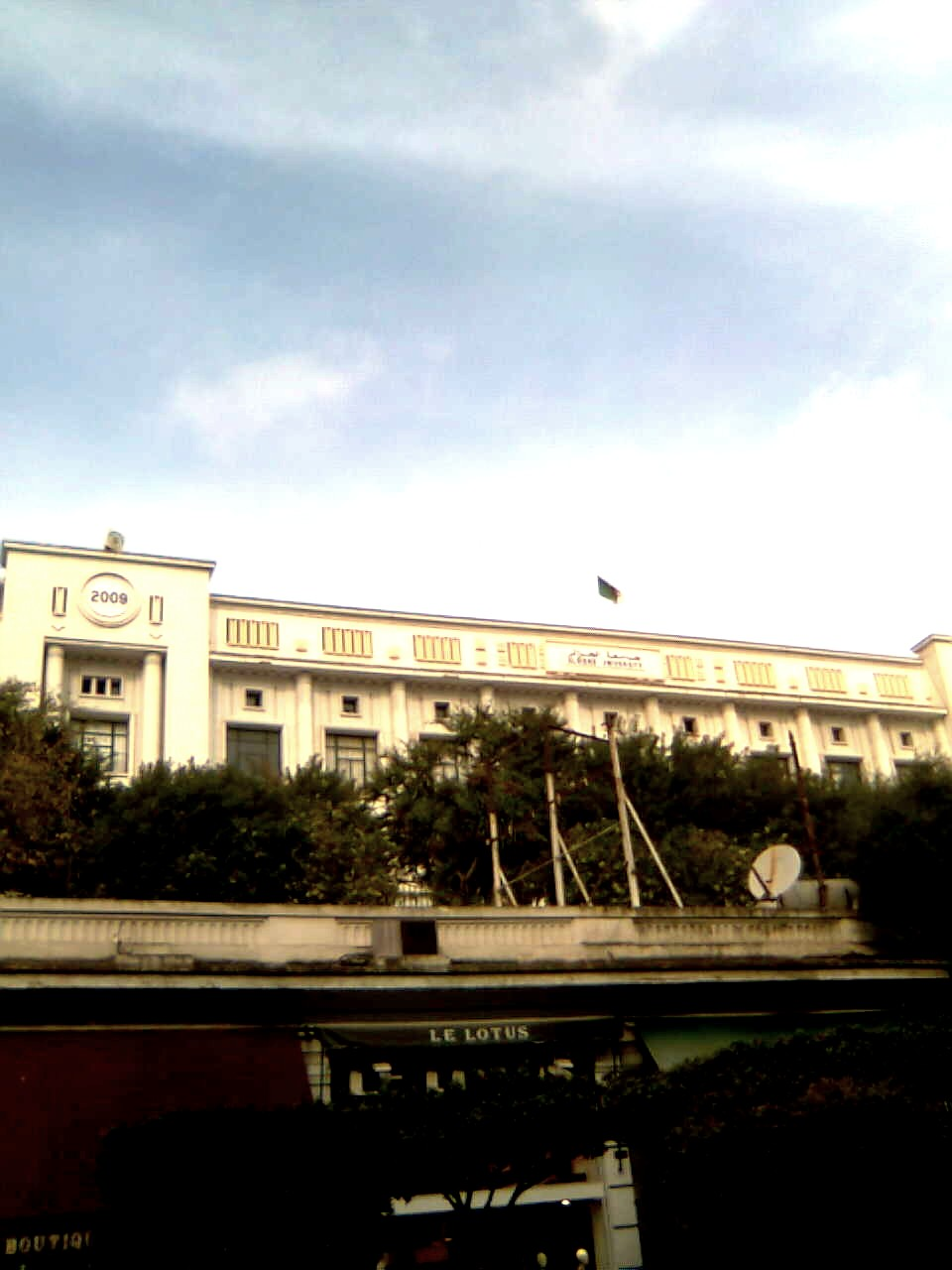
دانشگاه الجزیره

دانشگاه الجزیره (انگلیسی: University of Algiers) در الجزایر واقع شده و دارای دانشکده‌های حقوق، پزشکی و علوم اسلامی است.